# Parasemia hospita
Parasemia hospita är en fjärilsart som beskrevs av Ignaz Schiffermüller 1776. Parasemia hospita ingår i släktet Parasemia och familjen björnspinnare. Inga underarter finns listade i Catalogue of Life.